# Remy Bonjasky
Remy Bonjasky, detto "Il Gentiluomo Volante" (Paramaribo, 10 gennaio 1976), è un kickboxer surinamese naturalizzato olandese.
Ha vinto tre volte il K-1 World Grand Prix in Giappone. Bonjasky è famoso per la sua difesa eccezionale, i calci potenti e le ginocchiate in salto.
Attualmente è sotto contratto con la promozione singaporiana di kickboxing Glory; per i ranking ufficiali è il peso massimo numero 6 dell'organizzazione.

## Biografia
Remy Bonjasky nasce in Suriname e si trasferisce nei Paesi Bassi all'età di 5 anni. Dopo una frattura ad una gamba, procuratasi giocando a calcio, a 18 anni accompagna un amico ad una palestra di Muay Thai (Mejiro Gym) e decide di provare ad allenarsi, scoprendo il suo amore per questo sport.
Bonjasky combatte per la prima volta all'età di 19 anni contro un esperto combattente di mixed martial arts (MMA), l'olandese Valentijn Overeem, fratello di Alistair Overeem. Bonjasky vince per TKO (technical knock out). Da quel momento abbandona il suo lavoro di operatore televisivo per concentrarsi unicamente sulla carriera di combattente.

## Carriera
Remy Bonjasky debutta nel K-1 il 24 giugno 2001 contro il già famoso Ray Sefo e nonostante il pronostico sfavorevole vince l'incontro per TKO.
Il 6 dicembre 2003 durante i quarti di finale del K-1 World Grand Prix 2003 a Tokyo (Giappone), Bonjasky combatte e sconfigge durante il primo round l'australiano Peter "The Chief" Graham per TKO. In semi-finale anche Cyril Abidi cade vittima del Gentiluomo Volante e delle sue ginocchiate in salto. Dopo aver sconfitto Musashi nella finale per decisione unanime Bonjasky viene incoronato K-1 World Champion.
Nel 2004 accumula vittorie contro Tsuyoshi Nakasako, Francois Botha, Aziz Khattou e l'ex campione di sumo Chad "Akebono" Rowan.
Durante il K-1 World Grand Prix 2004, esattamente il 6 dicembre, Bonjasky riesce a difendere il titolo di K-1 World Champion grazie a tre vittorie per decisione contro Ernesto Hoost, Francois Botha e Musashi.
Il 19 novembre 2005, per il K-1 World Grand Prix 2005, Bonjasky tenta di rimanere campione per il terzo anno consecutivo ma deve abdicare a favore di un altro olandese, Semmy Schilt, che riesce a batterlo durante le semi-finali del torneo.
Nel 2006, dopo il divorzio dalla moglie e il cambio di allenatori, Remy torna per le finali del K-1 World Grand Prix 2006. Durante il primo round dell'incontro di quarti di finale contro il tedesco Stefan Leko, Bonjasky viene colpito per ben due volte sotto la cintura e l'incontro viene sospeso per 30 minuti. Al rientro Bonjasky riesce a vincere per decisione unanime, ma è comunque costretto a ritirarsi dalla competizione a causa del dolore troppo forte e viene sostituito da Peter Aerts.0
Il 29 settembre 2007 per le Final 16 del K-1 World GP 2007 (a Seul, in Corea del Sud) Bonjasky ritrova come avversario Stefan Leko che viene battuto al primo round dall'olandese dopo una discussa interruzione dell'arbitro, conseguenza di un famoso attacco volante di Remy. Grazie a questa vittoria si qualifica per le finali del K-1 World Grand Prix 2007, tenutosi l'8 dicembre 2007 alla Yokohama Arena in Giappone.
Durante la manifestazione, Bonjasky incontra durante i quarti il marocchino di origini olandesi Badr Hari e riesce a batterlo grazie ad una vittoria a punti. Per le semi-finali incontra il "Tagliaboschi Olandese" Peter Aerts, fresco grazie ad una vittoria facile sul giapponese Junichi Sawayashiki nel suo incontro dei quarti, che riesce a sconfiggerlo ai punti e porre fine al suo torneo.
Il 26 aprile 2008, all'Amsterdam Arena al K1 It's Showtime, Remy affronta Melvin Manhoef da lui facilmente sconfitto per KO durante il terzo round, per un evidente di vantaggio di statura. Bonjasky torna sul ring per le Final 16 del K-1 World GP 2008 a Seul il 27 settembre per combattere contro Paul Slowinski. Riesce ad assicurarsi l'accesso alle finali grazie ad una vittoria per decisione unanime sull'allievo di Ernesto Hoost.
Il 6 dicembre Bonjasky torna sul ring per il K-1 World Grand Prix 2008 a Tokyo. Il suo avversario ai quarti di finale è il francese Jérôme Le Banner che deve però ritirarsi a causa di un infortunio al braccio. Nella semi-finale Bonjasky affronta il turco Gokhan Saki, sconfitto verso la fine della seconda ripresa grazie ad un eccezionale calcio volante.
La finale si preannuncia interessante e vede di fronte Bonjasky ed il marocchino Badr Hari. Dopo una grande prima ripresa del "Gentiluomo Volante", nella seconda Hari ha un improvviso ed ingiustificato scatto di rabbia e colpisce Bonjasky alla testa con un calcio mentre questi era in terra. Immediato cartellino giallo per il marocchino che si trasforma in squalifica e vittoria del torneo per Bonjasky dopo che i dottori dichiarano che Remy ha la vista sdoppiata e non può continuare.

## Curiosità
Alla fine di luglio 2007 Bonjasky aiutò la polizia olandese nell'arresto di due criminali britannici. I due uomini sparavano da un furgoncino freccette ai passanti. Dopo essere stato a suo volta colpito, il campione decide di seguire i due malviventi a bordo di un taxi, rimanendo in costante contatto telefonico con la polizia che è così riuscita a trovare e fermare i due trasgressori. A seguito di questo, Remy ricevette una medaglia per il suo gesto onorevole e coraggioso. In più poté addebitare il costo del taxi preso per l'inseguimento.

## Record professionale
| 65 Vittorie (36 (T) KO's, 29 per decisione), 14 Sconfitte |           |                       |                                                          |                          |       |       |
| Data                                                      | Risultato | Avversario            | Evento                                                   | Modalità                 | Round | Tempo |
| 6 dicembre 2008                                           | Vittoria  | Badr Hari             | K-1 World GP 2008 Final, Yokohama, Japan                 | DQ (Illegal kick)        | 3     | 3:00  |
| 6 dicembre 2008                                           | Vittoria  | Gökhan Saki           | K-1 World GP 2008 Final, Yokohama, Japan                 | KO (Jumping mid-kick)    | 2     | 0:53  |
| 6 dicembre 2008                                           | Vittoria  | Jérôme Le Banner      | K-1 World GP 2008 Final, Yokohama, Japan                 | TKO (Arm injury)         | 3     | 1:46  |
| 8 dicembre 2007                                           | Sconfitta | Peter Aerts           | K-1 World GP 2007 Final, Japan                           | Decision                 | 3     | 3:00  |
| 8 dicembre 2007                                           | Vittoria  | Badr Hari             | K-1 World GP 2007 Final, Japan                           | Decision                 | 3     | 3:00  |
| 29 settembre 2007                                         | Vittoria  | Stefan Leko           | K-1 World GP 2007 in Seoul Final 16, Korea               | KO (Flying knee)         | 1     | 2:50  |
| 28 aprile 2007                                            | Vittoria  | Glaube Feitosa        | K-1 World GP 2007 in Hawaii, Hawaii                      | Decision                 | 3     | 3:00  |
| 2 dicembre 2006                                           | Vittoria  | Stefan Leko           | K-1 World Grand Prix 2006, Japan                         | Decision                 | 3     | 3:00  |
| 30 settembre 2006                                         | Vittoria  | Gary Goodridge        | K-1 World GP 2006 in Osaka, Japan                        | KO (Low Kicks)           | 3     | 0:52  |
| 30 luglio 2006                                            | Vittoria  | Mighty Mo             | K-1 World GP 2006 in Sapporo, Japan                      | Decision                 | 3     | 3:00  |
| 13 maggio 2006                                            | Sconfitta | Jérôme Le Banner      | K-1 World GP 2006 in Amsterdam, Netherlands              | Decision                 | 3     | 3:00  |
| 31 dicembre 2005                                          | Vittoria  | Sylvester Terkay      | K-1 PREMIUM 2005 Dynamite!!, Japan                       | Decision (Majority)      | 3     | 3:00  |
| 19 novembre 2005                                          | Sconfitta | Semmy Schilt          | K-1 World Grand Prix 2005, Japan                         | KO (Knee Strike)         | 1     | 2:08  |
| 19 novembre 2005                                          | Vittoria  | Choi Hong-man         | K-1 World Grand Prix 2005, Japan                         | Decision                 | 3     | 3:00  |
| 23 settembre 2005                                         | Vittoria  | Alexey Ignashov       | K-1 World Grand Prix 2005 in Osaka, Japan                | Decision (Ext. R)        | 4     | 3:00  |
| 21 maggio 2005                                            | Vittoria  | Rickard Nordstrand    | K-1 Scandinavia GP 2005, Sweden                          | Decision                 | 3     | 3:00  |
| 30 aprile 2005                                            | Sconfitta | Mighty Mo             | K-1 World Grand Prix 2005 in Las Vegas, USA              | Decision (Split)         | 3     | 3:00  |
| 19 marzo 2005                                             | Vittoria  | Ray Mercer            | K-1 World Grand Prix 2005 in Seoul, Korea                | KO (Right High Kick)     | 1     | 0:22  |
| 4 dicembre 2004                                           | Vittoria  | Musashi               | K-1 World Grand Prix 2004, Japan                         | Decision (2 Ext. R)      | 5     | 3:00  |
| 4 dicembre 2004                                           | Vittoria  | Francois Botha        | K-1 World Grand Prix 2004, Japan                         | Decision                 | 3     | 3:00  |
| 4 dicembre 2004                                           | Vittoria  | Ernesto Hoost         | K-1 World Grand Prix 2004, Japan                         | Decision (Ext. R)        | 4     | 3:00  |
| 25 settembre 2004                                         | Vittoria  | Akebono               | K-1 World GP 2004 in Tokyo, Japan                        | KO (Right High Kick)     | 3     | 0:33  |
| 17 luglio 2004                                            | Vittoria  | Aziz Khattou          | K-1 World GP 2004 in Seoul, Korea                        | TKO (Low Kicks)          | 2     | 1:59  |
| 06 giugno 2004                                            | Vittoria  | Francois Botha        | K-1 World GP 2004 in Nagoya, Japan                       | Decision                 | 3     | 3:00  |
| 30 maggio 2004                                            | Loss      | Francisco Filho       | Ichigeki Kyokushin vs K-1 All Out Battle, Japan          | Decision                 | 3     | 3:00  |
| 15 febbraio 2004                                          | Vittoria  | Tsuyoshi Nakasako     | K-1 Burning 2004, Japan                                  | KO                       | 3     | 2:54  |
| 6 dicembre 2003                                           | Vittoria  | Musashi               | K-1 World Grand Prix 2003, Japan                         | Decision                 | 3     | 3:00  |
| 6 dicembre 2003                                           | Vittoria  | Cyril Abidi           | K-1 World Grand Prix 2003, Japan                         | KO (Flying Knee Strike)  | 1     | 1:46  |
| 6 dicembre 2003                                           | Vittoria  | Peter Graham          | K-1 World Grand Prix 2003, Japan                         | KO (Right Knee Strike)   | 1     | 2:58  |
| 11 ottobre 2003                                           | Vittoria  | Bob Sapp              | K-1 World Grand Prix 2003 in Osaka, Japan                | DQ (Punch on the ground) | 2     |       |
| 15 agosto 2003                                            | Vittoria  | Michael McDonald      | K-1 World GP 2003 in Las Vegas II, USA                   | Decision (Ext. R Split)  | 4     | 3:00  |
| 15 agosto 2003                                            | Vittoria  | Jeff Ford             | K-1 World GP 2003 in Las Vegas II, USA                   | KO (Low Kicks)           | 1     | 1:28  |
| 15 agosto 2003                                            | Vittoria  | Vernon White          | K-1 World GP 2003 in Las Vegas II, USA                   | KO (Flying Right Kick)   | 1     | 1:55  |
| 13 luglio 2003                                            | Sconfitta | Semmy Schilt          | K-1 World GP 2003 in Fukuoka, Japan                      | Decision                 | 5     | 3:00  |
| 30 marzo 2003                                             | Vittoria  | Bjorn Bregy           | K-1 World GP 2003 in Saitama, Japan                      | TKO (Corner Stoppage)    | 3     | 1:29  |
| 29 settembre 2002                                         | Vittoria  | Antoni Hardonk        | It's Showtime 6 - As Usual, Netherlands                  | Decision                 | 5     | 3:00  |
| 17 agosto 2002                                            | Sconfitta | Stefan Leko           | K-1 World GP 2002 in Las Vegas, USA                      | Decision                 | 3     | 3:00  |
| 14 luglio 2002                                            | Sconfitta | Mirko Filipović       | K-1 World GP 2002 in Fukuoka, Japan                      | TKO (Referee Stoppage)   | 2     | 2:06  |
| 25 maggio 2002                                            | Vittoria  | Petar Majstorovic     | K-1 World GP 2003 in Paris, France                       | KO (Kick)                | 4     | 0:27  |
| 24 febbraio 2002                                          | Sconfitta | Errol Parris          | K-1 Holland GP 2002 in Arnhem, Netherlands               | KO                       | 1     | 1:20  |
| 24 febbraio 2002                                          | Vittoria  | Melvin Manhoef        | K-1 Holland GP 2002 in Arnhem, Netherlands               | Decision                 | 3     | 3:00  |
| 25 gennaio 2002                                           | Vittoria  | Sergei Arkhipov       | K-1 France GP 2002 in Marseilles, France                 | TKO (Corner Stoppage)    | 5     | 2:00  |
| 24 giugno 2001                                            | Vittoria  | Ray Sefo              | K-1 Survival 2001, Japan                                 | TKO (Corner Stoppage)    | 4     | 2:00  |
| 4 febbraio 2001                                           | Sconfitta | Jerrel Venetiaan      | K-1 Holland GP 2001 in Arnhem, Netherlands               | Decision (Split)         | 3     | 3:00  |
| 12 dicembre 2000                                          | Vittoria  | Peter Varga           | It's Showtime 4, Haarlem, Netherlands                    | KO (Jumping knee strike) | 1     | 2:57  |
| 22 ottobre 2000                                           | Sconfitta | Jerrel Venetiaan      | It's Showtime 3 - Exclusive, Haarlem, Netherlands        | Decision                 | 5     | 3:00  |
| 3 settembre 2000                                          | Vittoria  | Attila Karacs         | Battle of Arnhem II, Netherlands                         | KO                       | 1     |       |
| 20 maggio 2000                                            | Vittoria  | Stanislaf Bahchevanov | Thaiboxing - Thrill of the Year!, Amsterdam, Netherlands | KO                       | 2     |       |
| 24 ottobre 1999                                           | Vittoria  | Ayhan Ozcelik         | It's Showtime 1, Haarlem, Netherlands                    | TKO                      | 2     |       |
| 5 settembre 1999                                          | Vittoria  | Peter Verchuren       | Battle of Arnhem I, Netherlands                          | KO                       | 1     |       |
| 5 settembre 1999                                          | Vittoria  | Frank Otto            | Battle of Arnhem I, Netherlands                          | KO                       | 1     |       |
| 06 giugno 1999                                            | Vittoria  | Rani Berbachi         | WPKA World Super Heavyweight title, Netherlands          | KO                       | 2     |       |
| 1998                                                      | Sconfitta | Alexey Ignashov       | WPKL Muay Thai Fight Night, Poland                       | Decision                 | 5     | 3:00  |
| 14 aprile 1998                                            | Sconfitta | Lloyd van Dams        | KO Power Tournament, Netherlands                         | Decision                 | 3     | 3:00  |
| 14 aprile 1998                                            | Vittoria  | Peter Verchuren       | KO Power Tournament, Netherlands                         | Decision                 | 3     | 3:00  |

Titoli vinti:
- 2008: K-1 World GP champion
- 2004: K-1 World GP champion
- 2003: K-1 World GP champion
- 2003: K-1 World GP a Las Vegas champion
- 1999: WPKA World Super Heavyweight Muay Thai champion
- 1998: KO Power Tournament runner-up
- 1998: IPMTF European Super Heavyweight champion